# Zeeruskokermot
De zeeruskokermot (Coleophora maritimella) is een vlinder uit de familie kokermotten (Coleophoridae). De wetenschappelijke naam is voor het eerst geldig gepubliceerd in 1863 door Newman.
De soort komt voor in Europa.